# Theophilus Presbyter
Theophilus Presbyter (fl. oko 1070. – 1125.) pseudonim je autora ili sastavljača latinskog teksta koji sadrži detaljne opise raznih srednjovjekovnih umjetnosti, teksta općenito poznatog kao Schedula diversarum artium ("Popis raznih umjetnosti") ili De diversis artibus ("O raznim umjetnostima"), vjerojatno prvi put sastavljenog između 1100. i 1120. godine.
Najstariji rukopisni primjerci djela De diversis artibus nalaze se u Beču (Austrijska nacionalna knjižnica, Codex 2527) i u Wolfenbüttelu (Herzog-August-Bibliothek, Cod. Guelf. Gud. Lat. 69 2°). Gotthold Ephraim Lessing ponovno je otkrio dokument dok je radio kao knjižničar u Wolfenbüttelu i objavio izvatke 1774. Djelo sadrži možda najranije spominjanje primjene uljene boje za slikanje, što je izazvalo veliko zanimanje jer je spominjanje opovrgnulo Vasarijev mit o Janu van Eycku kao prvom koji je razvio tehniku slikanja u ulju početkom 15. stoljeća. Također sadrži ono što se čini kao najraniji pisani dokaz uporabe ploče za izvlačenje žice.
Theophilus omogućuje detaljne uvide u tehnike korištene u primijenjenoj umjetnosti u visokom srednjem vijeku. Djelo je podijeljeno u tri knjige. Prvi obuhvaća izradu i korištenje slikarskih i crtačkih materijala (slikarske tehnike, boje i tinta), posebice za iluminaciju teksta i oslikavanje zidova. Druga se bavi izradom vitraja i tehnikama oslikavanja stakla, dok se posljednja bavi raznim tehnikama zlatarstva i umjetničkom obradom metala. Također uključuje i upoznavanje s izgradnjom orgulja.
Prva knjiga, o slikarstvu, nije posebno dobra, ali je dovoljno pouzdana, Druga, o staklu, je bolja, dok je većina Treće knjige očito djelo praktičnog metalca. Nedavno je predloženo da se očigledni kontradiktorni dokazi o datiranju, praktičnom iskustvu i lokaciji 'Teofila' najbolje mogu objasniti ako se djelo percipira kao kompilacija. 
Djelo je prevedeno na engleski, francuski, poljski, portugalski, španjolski, mađarski, njemački, talijanski, japanski, bugarski i ruski, uglavnom u 19. i 20. stoljeću.

## Identitet autora
Dugo se pretpostavljalo da je Teophilus bio identičan svećeniku-redovniku Rogeru von Helmarshausenu. Međutim, ovo je kontroverzno, a nedavna istraživanja to uvjerljivo opovrgavaju.
U međuvremenu se dovodi u pitanje i činjenica da je sve dijelove napisala jedna osoba.